# Краљица Наталија (слика)
Потрет Краљице Наталије (настала 1878. или 1890. године) једно је од ремек дела српског сликара Уроша Предића (1857–1953). Налази се у регистру Народног музеја у Београду, у попису који је начинио сам Урош Предић, где се наводи да је слика изгубљена у Мајском преврату 1903. године. Тренутно је у приватном власништву.

## Историја
Краљ Милан Обреновић је у свом поседу имао две или три слике Уроша Предића, али се верује да је краљица Наталија Обреновић видела изложбу слика Уроша Предића у Грађанској Касини и да је тада затражила израду свог потрета. Предић је тада и даље живео ван Београда, у Орловату и није имао ближег контакта са двором. Урош Предић није био првенствено потретиста, за разлику од Паје Јовановића, али је ово дело је првенствено доказ реализма у његовом сликарству. Сам датум настанка слике није познат, пошто сам сликар наводи 1878. годину у попису, али је на слици написана 1890. година. У попису који је навео Урош Предић, наводи се да је слика највероватније изгубљена током Мајског преврата, заједно са још неколико Предићевих слика, као што су Мали библиофил и Биће Белаја. Слика се налазила у приватном поседу француског новелисте Пјера Лотија (1850-1923), у једној од најзначајнијих приватних колекција у Европи, где је могла да доспе после аукције резиденције краљице Наталије у Бијарицу. На 150. годишњицу рођења Уроша Предића, у новембру 2008. године, слику је откупила породица Сретеновић из Торонта, и представљена је јавности у конзулату Србије у Торонту.

## Опис слике
Потрет је настао у атељеу, највероватније на основу фотографије. Малог је формата (58 пута 44 центиметара) у целој фигури. Краљица Наталија је насликана у свом будоару, окружена драгоценим ћилимима и остали намештајем. На поду се налази новине "Фигаро", због чега су је у бечкој аукцијској кући назвали "Краљица Наталија Обреновић у Паризу" али се на столу налазе и популарне српске новине "Домаћица", као и икона Богородице Тројеручице.